# Mana, Orhei
Mana este un sat din cadrul comunei Seliște, raionul Orhei, Republica Moldova.

## Geografie
Satul are o suprafață de circa 0,74 kilometri pătrați, cu un perimetru de 4,38 km. Localitatea se află la distanța de 14 km de orașul Orhei și la 56 km de Chișinău.

### Mediul fizico-geografic
Microzona în care este localizat satul Mana se află în partea centrală a Codrilor Moldovei, ocupând partea vestică a actualului raion Orhei și este parte componentă a Parcului Național Orhei. Această regiune este traversată de râul Vatici. În preajma localității Mana râul Vatici este alimentat de mai multe pâraie care șerpuiesc prin văi adânci, fragmentând puternic relieful microzonei. Suma temperaturilor de peste 0oC este de 36000, care întrunesc 272 zile anual. Temperatura medie a lunii iulie este de 21oC, iar a lunii ianuarie de -3,5oC.
Precipitațiile ajung la 400 mm în perioada caldă, iar în cea rece – la cca 100 mm.
Aceste condiții au oferit spațiului o vegetație silvică bogată care ocupă o suprafață de aproximativ 16% din teritoriu și este reprezentată de păduri de foioase de tip central-european.

### Floră
în Codru cresc aproape 1000 de specii și soiuri, inclusiv de plante protejate, cuprinzând jumătate din flora caracteristică pentru Moldova. Cele mai mari suprafețe sunt ocupate de pădurile de gorun cu amestec de carpen, tei, frasin, arțar, ulm și fag. Nivelul de arbuști și învelișul de iarbă este bine dezvoltat și include scoruș, jugastrul, părul pădureț, mărul pădureț, alunul, păducelul, dârmozul, cornul alb și cornul sângeros, călinul, vonicerul,  dintre ierburi – rogoz, piciorul-caprei (regionalism pentru laba-ursului) și leurdă.  
Mai cresc aproape 90 de soiuri de plante rare sau pe cale de dispariție, printre care se întâlnesc asemenea plante ca bumbăcarița, palma-Maicii-Domnului, grâușor și iarba de baltă, șofrănelul, laleaua pestriță, crinul de pădure. Primăvara pădurea este înfrumusețată de ghiocei, viorele, brebenei, lăcrămioare, toporași.

### Faună
Au fost fixate 225 de specii de animale vertebrate (43 specii de mamifere, 145 specii de păsări, 7 specii reptile și 10 specii de amfibii) și 1178 de specii nevertebrate. Dintre cele vertebrate, 55 de tipuri sunt rare, iar 43 foarte rare. 
În păduri se întâlnesc: cerbul lopătar, cerbul roșu, căprioara, mistrețul, bursucul, popândăul, veverița, pisica sălbatică, jderul, acvila de munte, uliul, ciocănitoarea neagră, turtureaua, bufnița, vipera, nemaivorbind de vulpe sau iepure, etc.

## Istoria localității

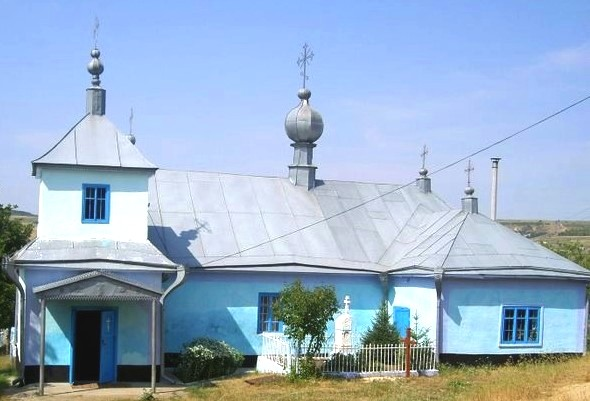
Biserica „Înălțarea Domnului” din localitate (1845), monument ocrotit de stat.

Satul Mana a fost menționat în scris pe timpul domniei lui Ștefan cel Mare, în anul 1500 (Documente privind Istoria României. Veacul XV. A. Moldova. Vol.2. București, 1954). Se poate de presupus că vârsta satului este mai mare, pentru că în romanul autobiographic „Din calidor - O copilărie basarabeană” Paul Goma scrie, că satul Mana prima dată a fost menționat în documente  în a doua jumătate a secolului al XIV-lea, când se  confirma o danie către mănăstire încă de pe timpul lui Petru II,  căruia i se zicea  “Fiul Mușatei” și care a domnit între 1375 și 1391.  
Descoperirele arheologice arată că primii locuitori au fost reprezentanții unui trib geto-tracic, care locuiau într-o așezare fortificată la margine de pădure și aveau o fortificație, care îndeplinea funcția de avanpost, menit să supravegheze bazinul râului Vatici, precum și culoarul prin care se putea ajunge la așezarea și fortificația din pădure, unde membrii tribului în caz de primejdie se ascundeau (vezi Situri arheologice).
În secolele următoare (II-I a. Chr.) în această regiune se instalează comunitățile purtătoare ale culturii Poienești-Lucășeuca, a căror prezență este documentată si cu unele piese găsite în mormântul izolat din fortificația geto-tracică din pădurea satului Mana. 
În perioada de timp ultima jumătate a sec. III e.n. - mijlocul sec. V e.n, când în această regiune se instalează comunitățile purtătoare ale culturii Sântana de Mureș-Černjahov, localitatea este mutată pe locul de la Râpa-Popii.
Se poate de presupus, ca așezarea de la Râpa-Popii a fost locuită, posibil cu întreruperi, și pe parcursul sec. X - prima jumătate a sec. al XIV-lea.
Pe locul, unde azi se află satul Mana și unde se înalță biserica din sat, mulți ani în urmă era o poiană la poalele codrilor, care așa și se numea – Poiana Mana, atestată in documente pentru prima data în anul 1500 (vezi Mențiuni documentare).
Se poate de presupus, că primele case a satului Mana pe vatra actuală au apărat în sec. XV.
Biserica veche din această localitate a fost atestată pentru prima dată în anul 1812 cu hramul „Sf. Nicolae". Era din lemn, cu temelie de piatră, acoperita cu stuf, îndestulată cu  podoabe, veșminte și cărți.  Era de fapt biserica schitului de maici, care a existat aici până în anul 1811, când schitul a fost închis, iar maicile transferate la schitul Răciula. 
În anul 1824 localitatea era  formată din 24 de gospodării, 96 de locuitori de sex masculin și 83 de sex feminin.  
În anul 1843 Constantin Scordeli a rezidit din piatră biserică cu hramul „Sfântul Nicolae” și a ridicat un gard din piatră.
În anul 1915 în satul Mana locuiau 106 bărbați și 94 femei. Pe lângă biserică a fost înființată o scoală frecventată de 66 de elevi.

### Denumirea satului
Este interesantă provenirea denumirii. Mană - poate însemna rod, abundență, belșug. La fel se numește o plantă erbacee - mana-de-apă, care este înaltă de 1-2 m, cu florile dispuse în spiculețe și crește în preajma apelor. Poiana Mana –o poiană de lângă apa (Vatici) unde crește mana-de-apă.

### Mențiuni documentare
S-au păstrat și unele mențiuni documentare:
În anul 1619 (7127) Mai 5 voievodul Gașpar Grațiani iscălește la Iași o Carte Domnească de întăritură (confirmare), dată lui Ursu biv vătav pentru o moară “din sus di târg, cu hotarul pi râul Vaticea, și cu loc de iezătură Romanii și cu Poiana Manii împrejurul ei și cu loc de prisacă”.
În anul 1660 (7168) Aprilie 9 la Iași Ștefan voievod poruncește lui Gheorghe Catargiul, pârcălab de Orhei, să fixeze zi lui Dumitrașco, vornicel din slobozia domnească, ca să se judece cu feciorul Durăcesăii pentru Poiana Mana, de pe Vaticea.
Tot în anul 1660 (7168) Mai 29 la Iași Ștefan Voievod poruncește lui Gheorghe Catargiul și lui Apostol, pârcălab de Orhei, să stabilească hotarele Poienei Mana pe Vatici, a lui Andrei Mihuleț, ginerele lui Mihalcea Durac căpitanul, și a feciorului său, dinspre târgul Orhei în urma pricinii ce au avut-o cu Dumitrașco Chebac, dregător din slobozia domnească și cu târgoveții de acolo, care pretindeau, că acea poiană face parte din locul Târgului.
Pe 28 Iulie 1724 Mihai Racoviță Voievod, judecând principiile dintre târgoveții din Orhei și moșiile megieșe, întărește hotărnicia făcută a locului târgului Orhei, care moșie va rămâne și mai departe domnească, menționează "și de acolo trece pi Vaticiu spre miază-zi drept la deal pân-în păduri, pe un drum ce mergi la dial până în muchie dialului la o cruce pe din sus de Mana". 
În 1806 Iulie 3 Panait Scordilis, chihaia de cihodari se învoiește cu Grigoraș Râșcanu biv vel bancum să stăpânească moșiile Poiana Mana și Burhuta, care au făcut parte din locul domnesc al târgului Orheiului. 

### Situri arheologice

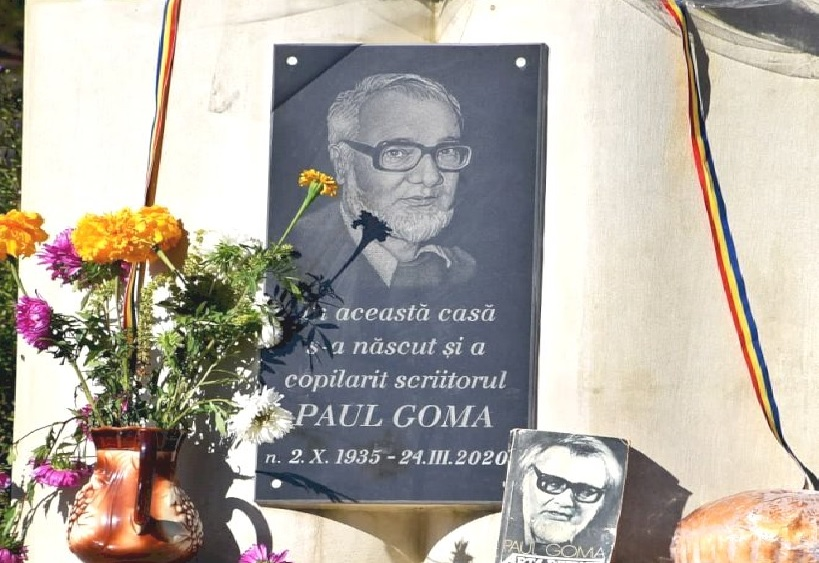
Placa comemorativă „Paul Goma”

În anul 2015 expediția arheologică condusă de Aurel Zanoci a descoperit 3 situri arheologice (sec. IV –  sec. III a.Chr.): 
- Așezare fortificată se află la cca 0,8 km sud-est de localitate și este bogată în apă potabilă, fapt care i-a îndemnat pe locuitorii sitului să o apere prin intermediul unui sistem defensiv artificial.

- Fortificație geto-tracică se află la cca 1 km sud de satul Mana (mai la sud in pădure de Iazul lui Dumnezeu)

- Fortificație-avanpost, care se afla la cca 0,5 km est de satul Mana, cca 0,8 km sud de șoseaua Orhei -Călărași și cca 1,1 km nord-est de Fortificația geto-tracică. Însă, este foarte probabil că această fortificație, de dimensiuni reduse, a avut funcție de avanpost, menit să supravegheze bazinul râului Vatici, precum și culoarul prin care se putea ajunge la Așezare, unde locuiau membrii tribului și la cea Fortificație geto-tracică din pădure, unde se ascundeau în caz de primejdie.

La o distanță de 0,6 km spre est de sat și la distanța de 0,1 km spre sud de șoseaua Orhei-Călărași, pe pantele de Est și Vest a unui pârâiaș din dreapta râului Vatici, adică între șosea și iazul de la Râpa Popii sunt atestate alte 2 situri:
- Sit tip Poienești-Lucășeuca (sec. II a. Chr – sec. I e.n). Suprafața așezării este de 200 x 100 m. Descoperit de P. Bârnea (1958).

- Sit tip Sântana de Mureș-Černjahov (sec. III e.n. - sec. V e.n), Suprafața așezării este de 400 x 300 m. Descoperit de Gh. Fedorov (1963).

Aici pe un câmp arat s-au găsit fragmente de vase de lut de culoare neagră cu mărgini fațetate de tipul Lucășeuca. Descoperite de I. Rafalovič (1973). 
Tot aici ar fi existat și o așezare medievală ce se confirmă prin fragmentele de ceramică medievală timpurie lucrată la roată olarului din sec. X-XII, zgură de fier, bucăți de lut ars etc., ceramica «gălbuie-roșietică» a Hoardei de Aur din sec. XIV.

### Monumente

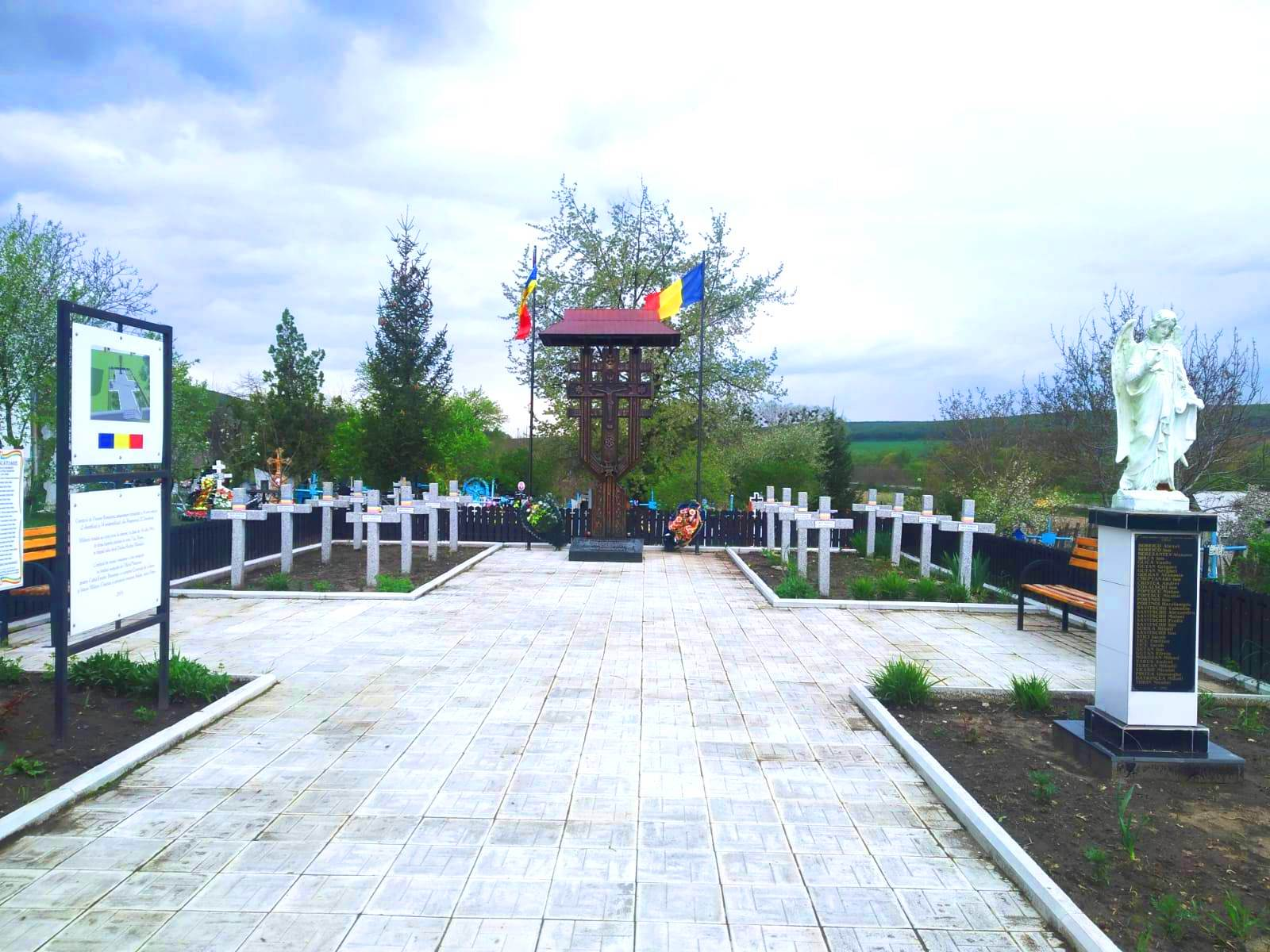
Monumentul eroilor Armatei române din cimitirul satului
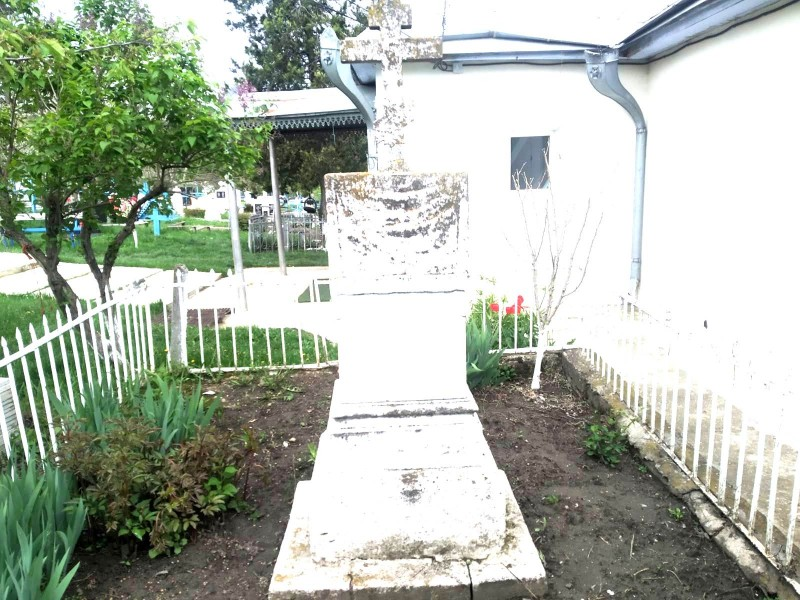
Cavoul familiei Scordeli, 1827
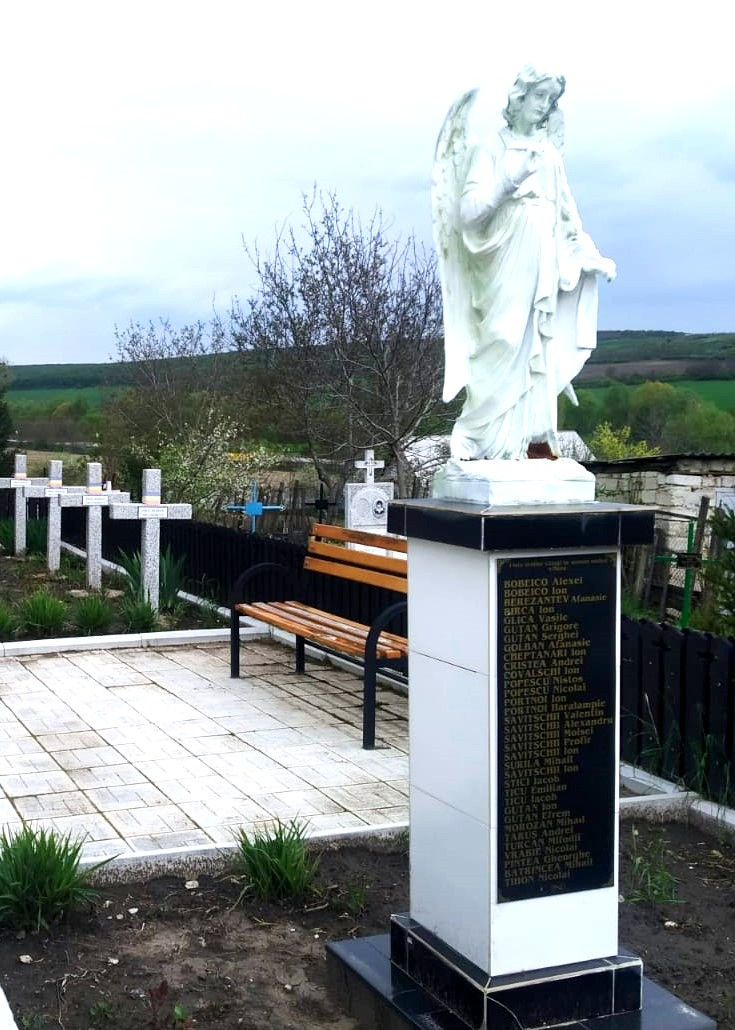
Stela Eroilor
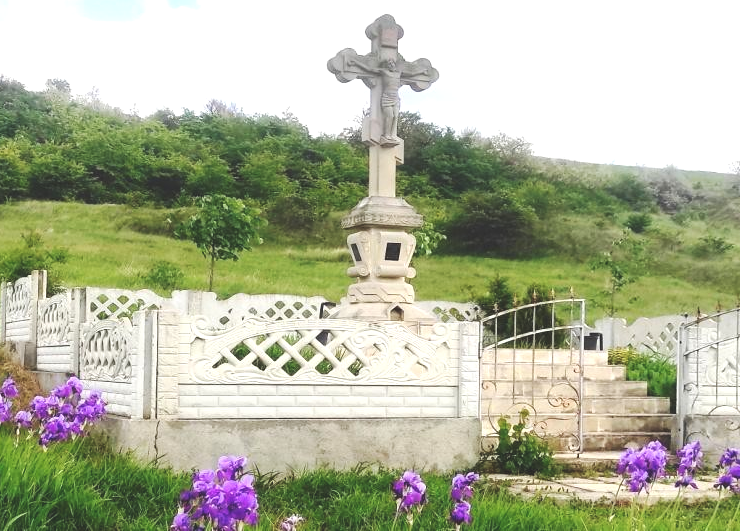
Răstignirea ridicată pe locul Schitului de maici (2017)

## Populația
Conform datelor recensământului populației din 2014, populația satului era formată din 430 de locuitori, dintre care 48,14% - bărbați și 51,86% - femei. 

### Structura etnică
Structura etnică a localității:
| Grup etnic       | Populație | Procentaj |
| ---------------- | --------- | --------- |
| Moldoveni/Români | 429       | 99,77%    |
| Ucraineni        | 1         | 0,23%     |
| Total            | 430       | 100%      |

## Personalități locale
• Feodor Scordeli (08.02.1843 - 31.01.1922), unul dintre primii medici ai Zemstvei din Basarabia. 
• Pantelimon Scordeli (07.04.1846 - 1918), avocat, om de stat, fondator al „Asociației Juriștilor din Kiev”, membru al Consiliului Comerțului Internațional - Petersburg, autor de cărți în drept civil și proceduri judiciare.
• Pavel Guciujna (08.10.1881 – 20.03.1953), Preot Iconom Stavrofor, Deputat al Parlamentului României în mai multe legislaturi, Vice președinte al  Camerei de Import și Export, Președinte al Consiliului de Administrație al Băncii Clerului Ortodox din Basarabia, Președintele Federației Cooperatiste Orhei. La 23 martie 1918 deputații Zemstvei  din Orhei au votat unanim Unirea cu România. Și în lista deputaților Zemstvei sub numărul 10 este preotul din s.Mana (1910-1928)  Guciujna Pavel.  În  Parlamentul României a fost promotorul înființării Facultății de Teologie din Chișinău - prima instituție de învățământ superior din Basarabia.
• Paul Goma (02.10.1935 - 25.03.2020), scriitor și disident anticomunist român. „Chevalier dans l'ordre des Arts et des Lettres”-1986, Premiul Academiei de Științe a Moldovei pentru diasporă , 2015
• Vasile Goreaev (n.16.07.1947),  doctor în psihologie, membru al Academiei Internaționale de Științe Psihologice. Laureat al Premiului Presedintelui F.Ruse în domeniul educației - 2003.
• Anatol Portnoi (n.04.02.1958), specialist în domeniul administrării publice, poet. Versuri pentru adulți, poezii lirice, versuri pentru copii.